# Stadion Centralny w Winnicy
Miejski Stadion Centralny (ukr. Центральний міський стадіон) – wielofunkcyjny stadion w Winnicy na Ukrainie.
Stadion "Łokomotyw" w Winnicy został zbudowany w 1959, który mieścił 12 tys. widzów. Po rekonstrukcji w 1980 powiększono liczbę miejsc oraz odnowiono trybuny. W 2003 po kolejnej rekonstrukcji stadion dostosowano do wymóg standardów UEFA i FIFA, wymieniono część starych siedzeń na siedzenia z tworzywa sztucznego (5 tys.). Rekonstruowany stadion może pomieścić 24 000 widzów. Domowa arena klubu Nywa Winnica.